# Boca de Huérgano
Boca de Huérgano è un comune spagnolo di 583 abitanti situato nella comunità autonoma di Castiglia e León.